# North Quincy (Metro de Boston)
North Quincy  es una estación en la línea Roja del Metro de Boston. La estación se encuentra localizada en East Squantum Street entre Newport Avenue y Hancock Street en Quincy, Massachusetts. La estación North Quincy fue inaugurada el 1 de septiembre de 1972. La Autoridad de Transporte de la Bahía de Massachusetts es la encargada por el mantenimiento y administración de la estación.

## Descripción
La estación North Quincy cuenta con 1 plataforma central y 2 vías. La estación también cuenta con 1,200 de espacios de aparcamiento.

## Conexiones
La estación es abastecida por las siguientes conexiones: 
- Rutas de autobuses: 210, 2011, 2012